# Christel Heydemann

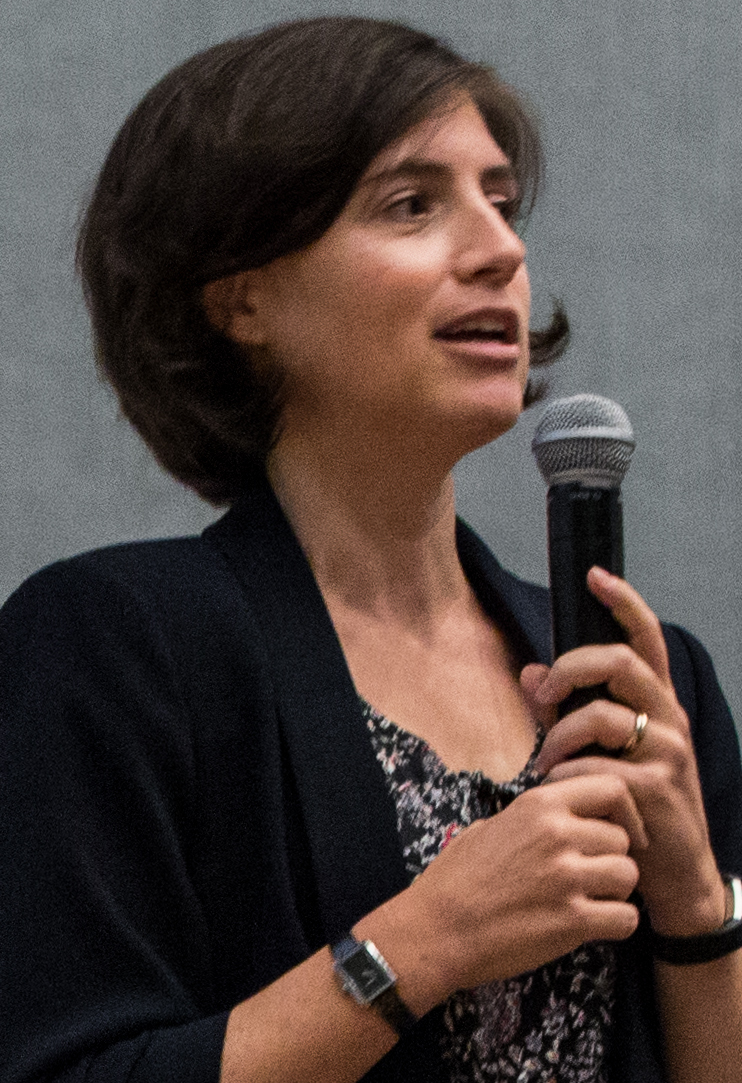
Christel Heydemann, 2018

Christel Heydemann (* 9. Oktober 1974 in Clamart) ist eine französische Ingenieurin und Unternehmerin. Seit dem 4. April 2022 leitet sie die Orange-Gruppe.

## Leben

### Jugend und Studium
Christel Heydemanns Vater ist Ingenieur der École Centrale Paris und ihre Mutter, Absolventin der École normale supérieure, ist Universitätsprofessorin. Nach dem Besuch der Classe préparatoire wurde sie 1994 in die École polytechnique aufgenommen. Sie setzte ihr Studium an der École nationale des ponts et chaussées fort, die sie 1999 abschloss.

### Berufliche Laufbahn
Mit 25 Jahren ging sie zur Boston Consulting Group, wo sie zwei Jahre verbrachte.
Danach wechselte sie zu Alcatel, wo sie verschiedene Funktionen innehatte, darunter auch Vertriebsfunktionen (insbesondere war sie Account Manager für SFR und Orange). Im Jahr 2008 wurde sie zur kaufmännischen Direktorin von Alcatel-Lucent Frankreich ernannt. 2011 wurde sie zur Generaldirektorin für Personalwesen und Transformation von Alcatel-Lucent ernannt. Sie setzt den Plan zur Streichung von 5500 Stellen um.
2014 wechselte sie zu Schneider Electric. Dort kümmert sie sich um strategische Allianzen, wird Präsidentin von Schneider Electric Frankreich und wird 2021 zur Executive Vice President für Europa ernannt.
Sie ist seit 2017 Mitglied des Verwaltungsrats von Orange und wird am 28. Januar 2022 mit Unterstützung des Staatspräsidenten und des Ministeriums für Wirtschaft und Finanzen zur Generaldirektorin des Unternehmens ernannt. Sie tritt ihr Amt am 4. April 2022 als Nachfolgerin von Stéphane Richard an, der am 24. November 2021 zurücktritt, und wird damit die erste Frau an der Spitze des Konzerns. Dort erhält sie ein Gehalt, das einen festen Anteil in Höhe des Anteils ihres Vorgängers von 950.000 € sowie einen erheblichen variablen Anteil umfasst, der an das Ziel geknüpft ist, den Börsenwert des Unternehmens zu steigern.
Christel Heydemann und Catherine MacGregor von Engie sind die beiden einzigen Frauen an der Spitze eines Unternehmens des CAC 40 (Stand April 2022).

### Weitere Verantwortung
Christel Heydemann ist seit dem 25. Mai 2018 auch Präsidentin des französischen Verbands der Digitalindustrie Groupement des entreprises de la filière électronumérique française (Gimélec).

## Auszeichnungen
Bereits 2012 machte sie auf sich aufmerksam, als sie zum Young Global Leader des Weltwirtschaftsforums ernannt wurde.